# یک نسل
یک نسل (لهستانی: Pokolenie) یک فیلم درام در سبک جنگی به کارگردانی آندری وایدا است که در سال ۱۹۵۵ منتشر شد. این نخستین فیلم آندری وایدا و نخستین قسمت از سه‌گانه‌ای بود که به سه‌گانهٔ جنگی او تبدیل شد که در جریان جنگ جهانی دوم اتفاق افتاد و پس از آن فیلم‌های کانال و خاکستر و الماس ساخته شدند. وایدا این فیلم را در سن ۲۷ سالگی و تحت تاثیر نئورئالیسم ایتالیایی ساخت.

## گزیدهٔ بازیگران
- رومن پولانسکی
- تادئوش اومنیتسکی
- اورشولا مودژینسکا
- تادئوش یانچار
- زبیگنیف سیبولسکی
- یانوش پالوشکیه‌ویچ
- ریشارد کوتیس
- ویسواف گوواس
- کاژیمیش ویخنیاش
- زوفیا یامری
- استانیسواف میلسکی
- زیگمونت زینتل
- لودویک بنوآ
- آئوگوست کوالچیک
- هانا اسکارژانکا
- یژی گروزا